# 圣莫里永
圣莫里永（法語：Saint-Morillon，法語發音：[sɛ̃ mɔʁijɔ̃]）是法国吉伦特省的一个市镇，属于波尔多区。

## 地理
圣莫里永（44°38'59"N, 0°30'10"W）面积20.4 平方千米，位于法国新阿基坦大区吉倫特省，该省份为法国西南部沿海省份，是法國本土面积最大的省，北起滨海夏朗德省，西临大西洋，南至朗德省，东南接洛特-加龍省，东临多爾多涅省。
与圣莫里永接壤的市镇（或旧市镇、城区）包括：拉布雷德、卡巴纳克和维拉格兰、朗迪拉斯、圣米歇尔德略夫雷、圣塞尔沃、索卡茨。

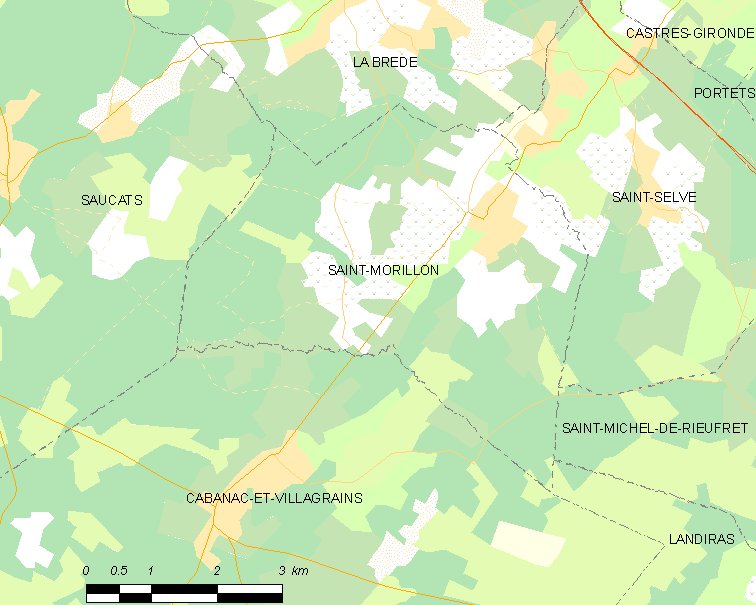
圣莫里永的OSM定位图

圣莫里永的时区为UTC+01:00、UTC+02:00（夏令时）。

## 行政
圣莫里永的邮政编码为33650，INSEE市镇编码为33454。

## 政治
圣莫里永所属的省级选区为拉布雷德县。

## 人口

1962-2008年间圣莫里永人口变化图示

圣莫里永于2022年1月1日时的人口数量为1817人。